# Temnocerus nanus
Temnocerus nanus là một loài bọ cánh cứng trong họ Rhynchitidae. Loài này được Paykull miêu tả khoa học năm 1792.